# Hemiciclo a Juárez

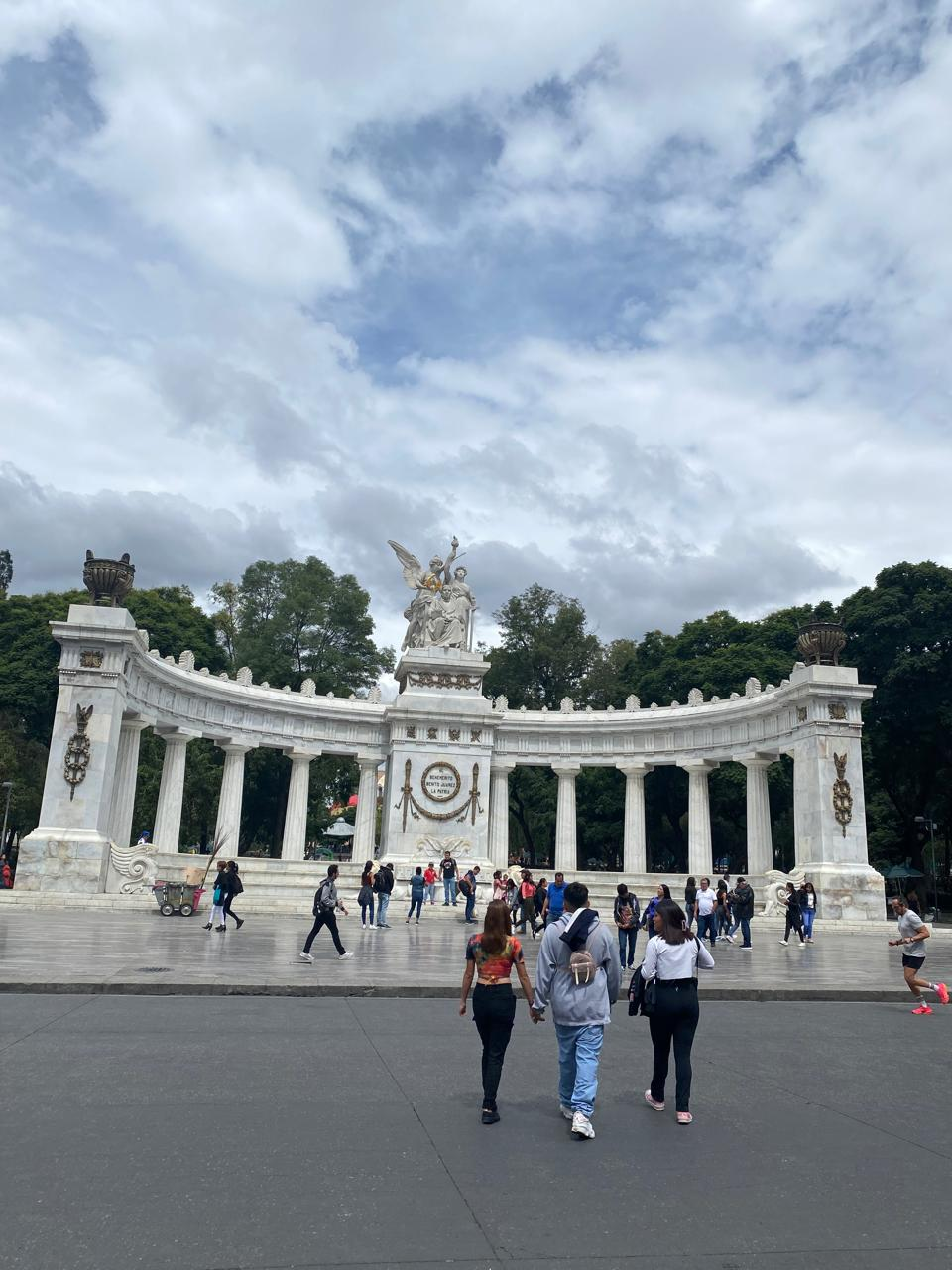
Hemiciclo a Juárez en octubre a medio día

El Hemiciclo a Juárez es un cenotafio de la Ciudad de México, ubicado en la Alameda Central del Centro Histórico, sobre la Avenida Juárez, una de las más importantes arterias de la capital de México. 
Honra al expresidente mexicano Benito Juárez, cuyos restos reposan en el Panteón de San Fernando.

## Historia
Fue construido en 1910 por orden de Porfirio Díaz.
Obra del arquitecto Guillermo de Heredia, las esculturas son obra del italiano Alessandro Lazzerini.
Está edificado con mármol de Carrara. 
En su sitio se encontraba el kiosco morisco que fue trasladado al barrio de Santa María la Ribera de la Ciudad de México.
Fue inaugurado el 18 de septiembre de 1910, como parte de los festejos del centenario de la independencia de México, en una ceremonia encabezada por Porfirio Díaz con la presencia de los embajadores de Estados Unidos, España, Argentina y Guatemala. 
El poeta Luis G. Urbina declamó un poema para la ocasión.

## Estilo
De estilo neoclásico, es semicircular, de fuerte inspiración griega, cuenta con doce columnas de orden dórico, que soporta una estructura con entablamiento y friso del mismo orden. 
A los costados tiene dos remates de urnas doradas.

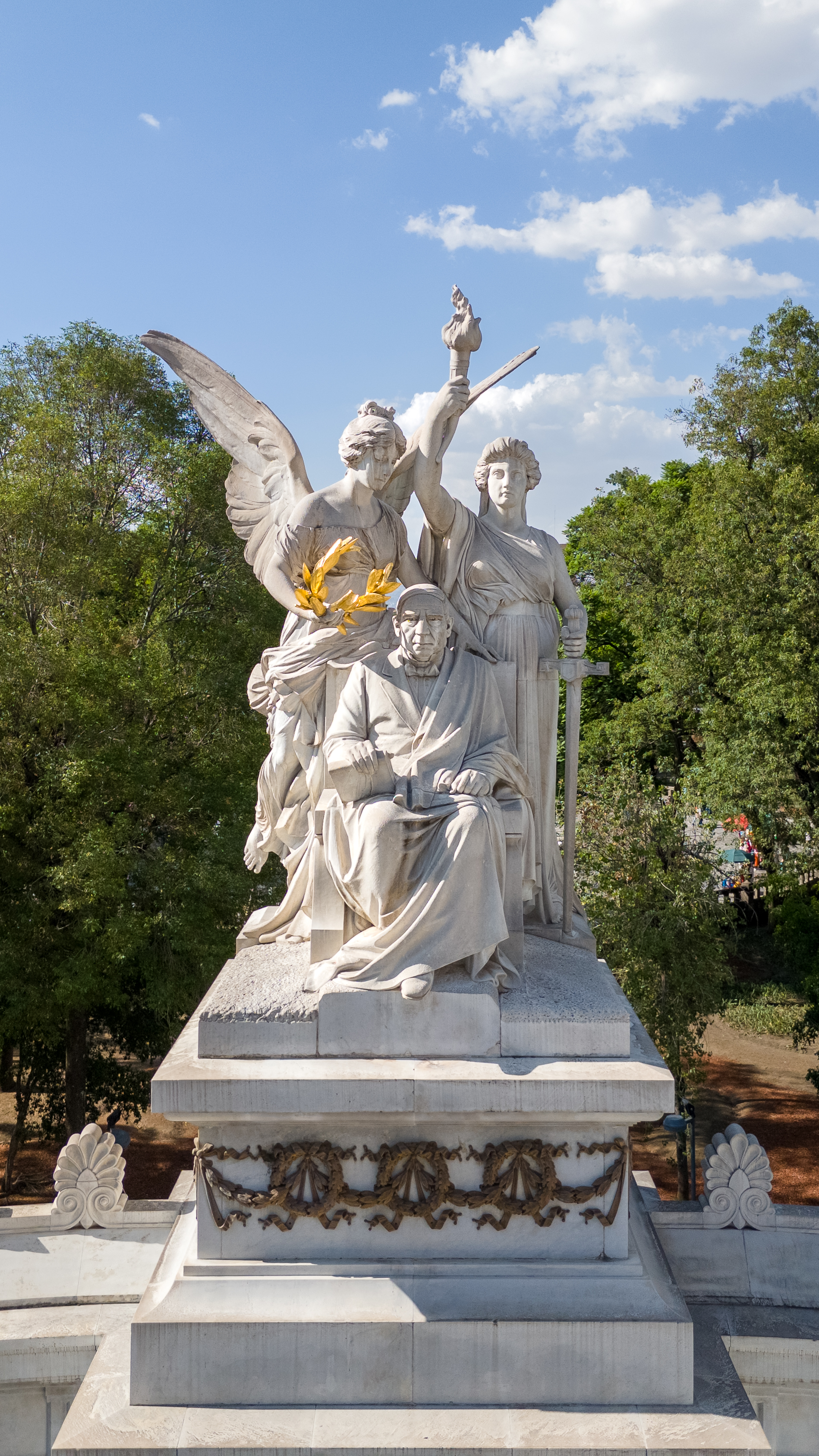
Hemiciclo a Juárez en la Ciudad de México

Al centro tiene un conjunto escultórico, integrado por Benito Juárez sedente, con dos alegorías: la Patria, que corona a Juárez con laureles, en presencia de una segunda que representa a la Ley. 
En el basamento tiene festones, al centro otro conjunto escultórico que preside un águila republicana con las alas abiertas, en un paramento, con grecas neoaztequistas, en el que reposan dos leones.
En su cuerpo central, ostenta un medallón con laureles que enmarca la leyenda:

"Al Benemérito Benito Juárez. La Patria."

## Historia
Fue una historia sorpresiva que el presidente Porfirio Díaz, quien en algún momento estuvo en contra del presidente Juárez haya aprobado este monumento, pero fue durante su mandato que fue construido y donde este quería dar sus discursos. 
En el año 1910 fue cuando se inauguró el monumento, se cumplía el centenario de la independencia. 
En el discurso de inauguración, Díaz agradeció a Juárez por haber hecho reformas y dijo que México le agradecía. 
Los expertos afirman que la antorcha en la mano izquierda representa el progreso y avance del país.

## Usos sociales
El hemiciclo es un punto referencial en la Alameda Central. Ha sido punto de encuentro para el inicio de marchas y mítines populares de movimientos como el estudiantil de 1968 y el de Andrés Manuel López Obrador en 2006. Durante décadas, las conmemoraciones al natalicio de Benito Juárez se realizan de forma protocolaria por los presidentes mexicanos. Durante décadas fue el punto de destino de la Marcha Gay de la Ciudad de México hasta que en 1999, el comité organizador decidió llegar al Zócalo capitalino.

## Galería de imágenes
|                                    |
| Vista frontal desde Avenida Juárez |

|          |
| Close-up |

|                                 |
| Medallón con laureles y leyenda |

|                                |
| Vista del conjunto escultórico |

|                                        |
| Vista trasera del conjunto escultórico |

|                |
| Vista nocturna |